# أبو يعلى النسفي
أبو يعلى عبد المؤمن بن خلف بن طُفَيل بن زيد التميمي النَّسَفِي (259 هـ - 346 هـ)، محدث وفقيه ظاهري.

## سيرته
ولد سنة 259 هـ، وسمع من جده (طفيل بن زيد، قاضي نسف) وجماعة، ثم رحل وسمع أبا حاتم الرازي، وعبد الله بن أبي مسرة، وعلي بن عبد العزيز، وإسحاق الدبري، وأبا الزنباع روح بن الفرج، ويحيى بن أيوب وخلقاً سواهم.
وعنه عبد الملك بن مروان الميداني، وأحمد بن عمار بن عصمة، ويعقوب بن إسحاق النسفيون، وأبو علي منصور بن علي بن عبد الله الخالدي الهروي، أبو نصر أحمد بن محمد الكلاباذي وآخرون.
وكان إماما مفتيا ظاهريا أثريا، أخذ عن أبو بكر محمد بن داود الظاهري غالب كتبهم. توفي في جمادى الآخرة سنة 346 هـ.